# МАЗ-6303
МАЗ-6303 — белорусский крупнотоннажный грузовой автомобиль, выпускающийся на Минском автомобильном заводе с 1993 года. Является моделью семейства третьего поколения автомобилей МАЗ. 
На его основе выпускают вариант МАЗ-6301 (6х2), полноприводный МАЗ-6317 (6х6) и самосвал МАЗ-5516 (6х4). Соответствует требованиям TIR для транспортировки различных грузов в системе транзитных международных перевозок в составе автопоезда.

## Информация
МАЗ-6303 представляет собой трёхосную версию МАЗ-5336, в который были внесены различные незначительные обновления. Был установлен дизельный двигатель ЯМЗ-238Д мощностью 330 л.с. (в отличие от ЯМЗ-238М2 в 240 л.с. на автомобиле МАЗ-5336), который также применялся в предшественниках (в частности на тягачах МАЗ-6422 и МАЗ-5432). Транспортные средства соответствуют требованиям МДП, а также эксплуатируются в качестве дальнобойных грузовиков-автопоездов с прицепом МАЗ-83781.
С 1995 года на модели МАЗ стали устанавливать двигатели ЯМЗ экологических норм Евро-1, а с 2002 года МАЗ полностью перешел на двигатели Евро-1.
С 1997 года применяются двигатели ЯМЗ экологических норм Евро-2 (с 2006 года МАЗ полностью перешел на двигатели Евро-2).
С 2008 года двигатели ЯМЗ автомобилей МАЗ отвечают нормам Евро-3.

## Технические характеристики
- Максимальная скорость: 100 км/ч
- Расход топлива (при 60 км / ч): 24,3 л/100 км
- Шины: 11.00R20
- Объём бака: 350/500 л
- Колёсная формула: 6×4

Габариты
- Длина: 10230 мм
- Ширина: 2500 мм
- Высота: 4000 мм
- Колёсная база (до оси задней тележки): 4510/5290 мм
- Длина шасси: 1700 мм
- Объём загрузки: 43,5 м3
- Площадь грузового отсека: 18,7 м2
- Снаряжённая масса: 11,8 т
- Грузоподъёмность: 18...20 т
- Полная масса: 24,5 т
- Допустимая нагрузка на прицеп: 17,5 т
- Полная масса тягача: 42 т